# حلقه پروانه‌ای
حلقهٔ پروانه‌ای که با نام‌های حلقه‌ی سیم‌بان، گره پروانه‌ای، گره پروانه‌ای آلپی، حلقهٔ سوئیسی و سوار خط‌نورد نیز شناخته می‌شود، گرهی است که برای تشکیل یک حلقه ثابت در وسط طناب استفاده می‌شود. با بسته شدن در انحنا، می‌توان آن را در طناب بدون دسترسی به هر یک از انتهای آن ساخت. این یک مزیت متمایز هنگام کار با طناب‌های کوهنوردی طولانی است. حلقه پروانه‌ای یک گره بادبانی عالی در خط-وسط است. بارگذاری چندجهته را به خوبی کنترل می‌کند و شکل متقارنی دارد که بازرسی آن را آسان می‌کند. در زمینه کوهنوردی همچنین برای خطوط تراورس، برخی کارگاه‌ها، کوتاه کردن دوال طناب‌ها و برای جداسازی بخش‌های آسیب دیده طناب مفید است.

## تاریخچه
اولین ارائه شناخته شده گره در اثر طناب و کاربردهای آن توسط ای‌ای برگر در سال ۱۹۱۴ بود که در یک خبرنامه گسترش کشاورزی از دانشگاه ایالتی آیووا فعلی گنجانده شد. برگر این گره را یک سوار سیم‌بان نامید و اظهار داشت که اغلب توسط «سیم‌بان و به ویژه مردان تلفن» استفاده می‌شود. امنیت گره و توانایی مقاومت در برابر تنش در هر جهتی هر دو مورد بحث قرار گرفته‌است.